# ملكا (إربد)
ملكا هي بلدة أردنية تَقع في الشمال الغربي لمحافظة إربد على الحدود المجاورة لسوريا وهي مطلة على هضبة الجولان وبحيرة طبريا وأجزاء من الأراضي الفلسطينية. وهي من أكبر القُرى في لواء بني كنانة وتتمتع بكثافة سكانية عالية وهي من أجمل مناطق الأردن على الإطلاق، إذ تتميز بخصوبة تربتها وكثرة الينابيع فيها. ويوجد فيها بركة العرايس أكبر بركة في شمال الأردن. يوجد فيها نسبة عالية من التعليم وهي مدينة تغلب على أهلها العمل بالزراعة وتربية النحل والوظائف الحكومية والخاصة.

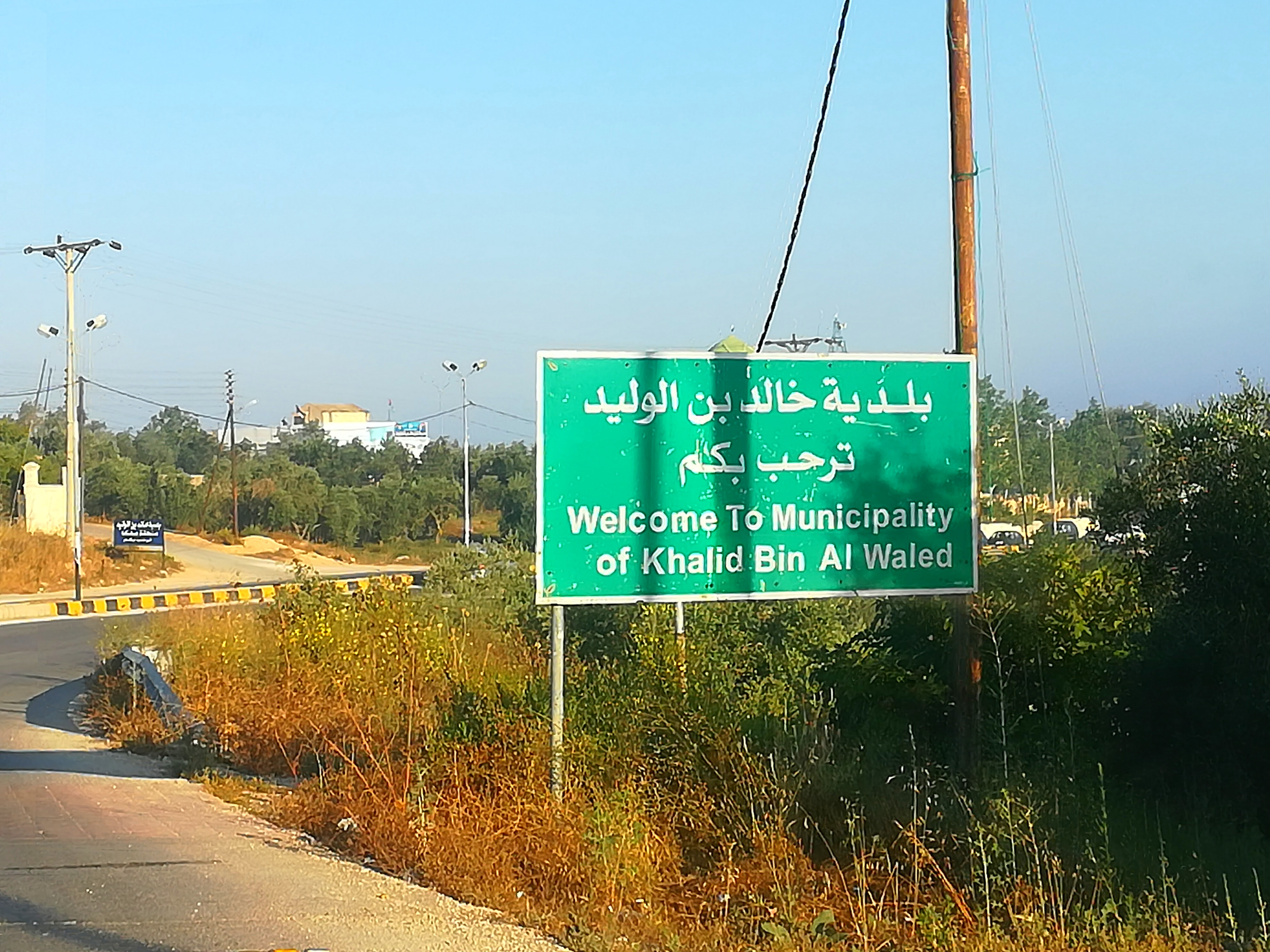
بلدية خالد بن الوليد.

تأسست بلدية ملكا عام 1974 وبقيت كذلك حتى دمجت البلديات منطقة ملكا عام 2001 مع بلدية خالد بن الوليد، وبعدها تم تأسيس بلدية ملكا والمنصورة التابعة لبلدية خالد بن الوليد. يوجد في ملكا مركز للبريد تم تأسيسه عام 1966. كما تم إنشاء منتزه ملكا خدمة لأهالي ملكا والقرى المجاورة.

## التسمية
سُميت ملكا بهذا الاسم نسبة إلى ملكة رومانية كانت تقطنها اسمها «مَلَكا» وتدل الكهوف والمغاور وأشجار الزيتون على أن ملكا كانت مقراً للحضارات المختلفة كالرومانية والإسلامية وعهد العثمانيين، وتمتعت بالعديد من العادات والتقاليد والأهازيج الجميلة.

## الجغرافيا

### التضاريس

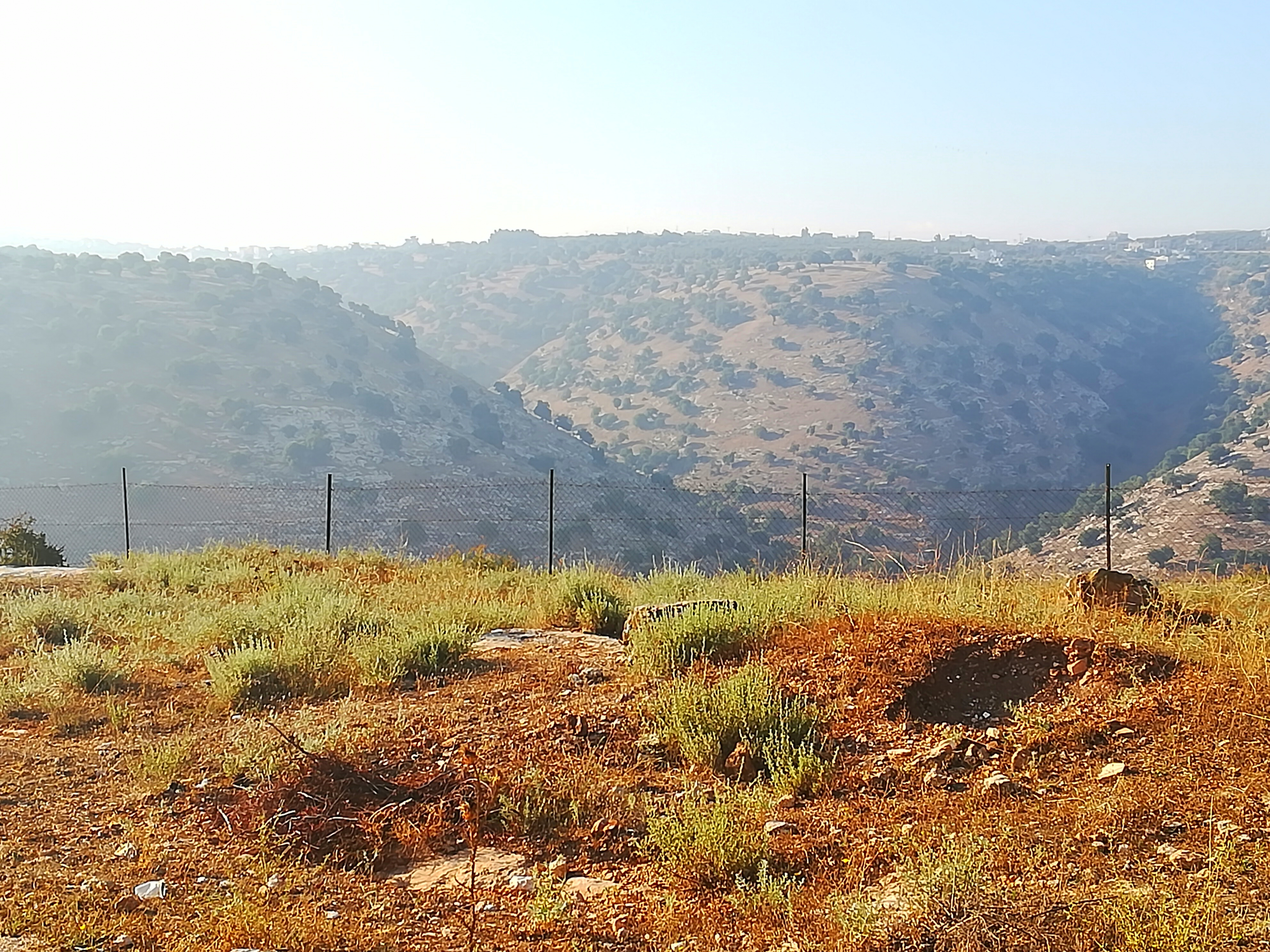
جبال قرية ملكا.

قرية ملكا كثيرة الينابيع والأودية الخصبة والبساتين المثمرة والمراعي الجبلية وهي منطقة كانت مأهولة في العصور القديمة. وهي جزء من بلدية خالد بن الوليد. تضم البلدة عدد من الأحياء والمناطق منها: أم الخير، ودير الريح، ومثلث ملكا، والمطحنة، والمظلومة، ودم السرار، وبلد الشيخ.
تتواجد بين سلسلة الجبال الشمالية في قرية ملكا بركة تُدعى بركة العرائس، إذ تكون في قرية ملكا مكونة منظراً جمالياً في الربيع. تعد من أهم البرك الموجودة في الأردن بل وفي الوطن العربي وتحتضن عدد من الحيوانات والطيور المهمة والنادرة.

### الموقع
تُعد ملكا مركز بلدية خالد بن الوليد التي من ضمن لواء بني كنانة، محافظة إربد. تبعد ملكا عن العاصمة عمان 120 كم وعن مدينة إربد 21 كم. تقوم القرية على أرض زراعية جبلية ذات تربة حمراء اللون، وترتفع حوالي 420 متر عن مستوى سطح البحر. يحدها من الشرق حاتم وإبدر ومن الغرب أم قيس، ومن الشمال المخيبة الفوقا وسوريا، ومن الجنوب حاتم دوقرة. تبلغ مساحة الأراضي المنظمة 1,700 دونم تقريباً أما بالنسبة للأراضي غير المنظمة فتبلغ حوالي 8,096 دونم.
| العواصم العربية القريبة من ملكا | العواصم العربية القريبة من ملكا | العواصم العربية القريبة من ملكا | العواصم العربية القريبة من ملكا | العواصم العربية القريبة من ملكا | العواصم العربية القريبة من ملكا | العواصم العربية القريبة من ملكا | العواصم العربية القريبة من ملكا | العواصم العربية القريبة من ملكا | العواصم العربية القريبة من ملكا | العواصم العربية القريبة من ملكا | العواصم العربية القريبة من ملكا | العواصم العربية القريبة من ملكا | العواصم العربية القريبة من ملكا |
| ------------------------------- | ------------------------------- | ------------------------------- | ------------------------------- | ------------------------------- | ------------------------------- | ------------------------------- | ------------------------------- | ------------------------------- | ------------------------------- | ------------------------------- | ------------------------------- | ------------------------------- | ------------------------------- |

| المدينة | المسافة (كم) | الموقع   |
| ------- | ------------ | -------- |
| عمان    | 120          | جنوب     |
| دمشق    | 165          | شمال     |
| القدس   | 176          | جنوب غرب |
| بيروت   | 271          | شمال غرب |

| المسافة بين ملكا وأهم المدن الأردنية | المسافة بين ملكا وأهم المدن الأردنية | المسافة بين ملكا وأهم المدن الأردنية | المسافة بين ملكا وأهم المدن الأردنية | المسافة بين ملكا وأهم المدن الأردنية | المسافة بين ملكا وأهم المدن الأردنية | المسافة بين ملكا وأهم المدن الأردنية | المسافة بين ملكا وأهم المدن الأردنية | المسافة بين ملكا وأهم المدن الأردنية | المسافة بين ملكا وأهم المدن الأردنية | المسافة بين ملكا وأهم المدن الأردنية | المسافة بين ملكا وأهم المدن الأردنية | المسافة بين ملكا وأهم المدن الأردنية | المسافة بين ملكا وأهم المدن الأردنية |
| ------------------------------------ | ------------------------------------ | ------------------------------------ | ------------------------------------ | ------------------------------------ | ------------------------------------ | ------------------------------------ | ------------------------------------ | ------------------------------------ | ------------------------------------ | ------------------------------------ | ------------------------------------ | ------------------------------------ | ------------------------------------ |

| من - إلى                        | المسافة (كم) |
| ------------------------------- | ------------ |
| ملكا - إربد                     | 21           |
| ملكا - عجلون                    | 58           |
| ملكا - جرش                      | 65           |
| ملكا - المفرق                   | 70           |
| ملكا - الزرقاء                  | 98           |
| ملكا - السلط                    | 109          |
| ملكا - عمان                     | 120          |
| ملكا - البحر الميت              | 131          |
| ملكا - مطار الملكة علياء الدولي | 141          |
| ملكا - مادبا                    | 144          |
| ملكا - الكرك                    | 237          |
| ملكا - الطفيلة                  | 291          |
| ملكا - معان                     | 325          |
| ملكا - البتراء                  | 337          |
| ملكا - العقبة                   | 440          |

### المناخ
المناخ في ملكا جيد. متوسط المناخ بشكل عام 22 درجة مئوية. متوسط درجات الحرارة في يوليو 33 درجة مئوية، ومتوسط درجات الحرارة في يناير عند 10 درجة مئوية. يبلغ متوسط هطول الأمطار 419 ملم في العام. متوسط شهر يناير 120 ملليمتر من المطر، وفي يوليو 1 ملليمتر.

#### البيانات المناخية لملكا
| مخطط المناخ ملكا | مخطط المناخ ملكا | مخطط المناخ ملكا | مخطط المناخ ملكا | مخطط المناخ ملكا | مخطط المناخ ملكا | مخطط المناخ ملكا | مخطط المناخ ملكا | مخطط المناخ ملكا | مخطط المناخ ملكا | مخطط المناخ ملكا | مخطط المناخ ملكا |
| --- | ---------------- | ---------------- | ---------------- | ---------------- | ---------------- | ---------------- | ---------------- | ---------------- | ---------------- | ---------------- | ---------------- |
| 01 | 02               | 03               | 04               | 05               | 06               | 07               | 08               | 09               | 10               | 11               | 12               |
| 120 14 6 | 51 17 8          | 40 23 11         | 14 28 12         | 17 36 17         | 2 40 21          | 1 42 24          | 1 41 25          | 1 39 21          | 17 34 17         | 70 26 13         | 85 16 8          |
| متوسط درجة-الحرارة °س مجاميع الهطل مم |                  |                  |                  |                  |                  |                  |                  |                  |                  |                  |                  |
| بالوحدات الإنكليزية \| 01 \| 02 \| 03 \| 04 \| 05 \| 06 \| 07 \| 08 \| 09 \| 10 \| 11 \| 12 \| \| 4.7 57 43 \| 2 63 46 \| 1.6 73 52 \| 0.6 82 54 \| 0.7 97 63 \| 0.1 104 70 \| 0 108 75 \| 0 106 77 \| 0 102 70 \| 0.7 93 63 \| 2.8 79 55 \| 3.3 61 46 \| \| متوسط درجة-الحرارة °ف مجاميع الهطول ″ \| \| \| \| \| \| \| \| \| \| \| \| |                  |                  |                  |                  |                  |                  |                  |                  |                  |                  |                  |
| 01 | 02               | 03               | 04               | 05               | 06               | 07               | 08               | 09               | 10               | 11               | 12               |
| 4.7 57 43 | 2 63 46          | 1.6 73 52        | 0.6 82 54        | 0.7 97 63        | 0.1 104 70       | 0 108 75         | 0 106 77         | 0 102 70         | 0.7 93 63        | 2.8 79 55        | 3.3 61 46        |
| متوسط درجة-الحرارة °ف مجاميع الهطول ″ |                  |                  |                  |                  |                  |                  |                  |                  |                  |                  |                  |

| 01                                    | 02      | 03        | 04        | 05        | 06         | 07       | 08       | 09       | 10        | 11        | 12        |
| 4.7 57 43                             | 2 63 46 | 1.6 73 52 | 0.6 82 54 | 0.7 97 63 | 0.1 104 70 | 0 108 75 | 0 106 77 | 0 102 70 | 0.7 93 63 | 2.8 79 55 | 3.3 61 46 |
| متوسط درجة-الحرارة °ف مجاميع الهطول ″ |         |           |           |           |            |          |          |          |           |           |           |

#### البيانات المناخية لمحافظة إربد بشكل عام
| البيانات المناخية لـإربد                                                                         | البيانات المناخية لـإربد | البيانات المناخية لـإربد | البيانات المناخية لـإربد | البيانات المناخية لـإربد | البيانات المناخية لـإربد | البيانات المناخية لـإربد | البيانات المناخية لـإربد | البيانات المناخية لـإربد | البيانات المناخية لـإربد | البيانات المناخية لـإربد | البيانات المناخية لـإربد | البيانات المناخية لـإربد | البيانات المناخية لـإربد |
| الشهر                                                                                            | يناير                    | فبراير                   | مارس                     | أبريل                    | مايو                     | يونيو                    | يوليو                    | أغسطس                    | سبتمبر                   | أكتوبر                   | نوفمبر                   | ديسمبر                   | المعدل السنوي            |
| ------------------------------------------------------------------------------------------------ | ------------------------ | ------------------------ | ------------------------ | ------------------------ | ------------------------ | ------------------------ | ------------------------ | ------------------------ | ------------------------ | ------------------------ | ------------------------ | ------------------------ | ------------------------ |
| متوسط درجة الحرارة الكبرى °م (°ف)                                                                | 12.9 (55.2)              | 14.1 (57.4)              | 16.9 (62.4)              | 22.1 (71.8)              | 26.9 (80.4)              | 29.9 (85.8)              | 31.1 (88.0)              | 31.3 (88.3)              | 29.8 (85.6)              | 26.6 (79.9)              | 20.6 (69.1)              | 15 (59)                  | 23.1 (73.6)              |
| متوسط درجة الحرارة الصغرى °م (°ف)                                                                | 4.9 (40.8)               | 5.4 (41.7)               | 7.3 (45.1)               | 10.6 (51.1)              | 14.1 (57.4)              | 17.4 (63.3)              | 19.2 (66.6)              | 19.6 (67.3)              | 18.2 (64.8)              | 15.1 (59.2)              | 10 (50)                  | 6.4 (43.5)               | 12.4 (54.2)              |
| الهطول مم (إنش)                                                                                  | 111.6 (4.39)             | 92.3 (3.63)              | 87.5 (3.44)              | 25.7 (1.01)              | 6.7 (0.26)               | 0.6 (0.02)               | 0 (0)                    | 0 (0)                    | 0.7 (0.03)               | 13.2 (0.52)              | 50.4 (1.98)              | 82.9 (3.26)              | 471.6 (18.54)            |
| متوسط أيام هطول الأمطار                                                                          | 11.3                     | 10.6                     | 9.4                      | 4.6                      | 2                        | 0.2                      | 0                        | 0                        | 0.2                      | 3.2                      | 6.0                      | 9.6                      | 57.1                     |
| المصدر: المنظمة العالمية للأرصاد الجويةClimate Charts for mean, yearly temperatures and humidity |                          |                          |                          |                          |                          |                          |                          |                          |                          |                          |                          |                          |                          |

## المساجد

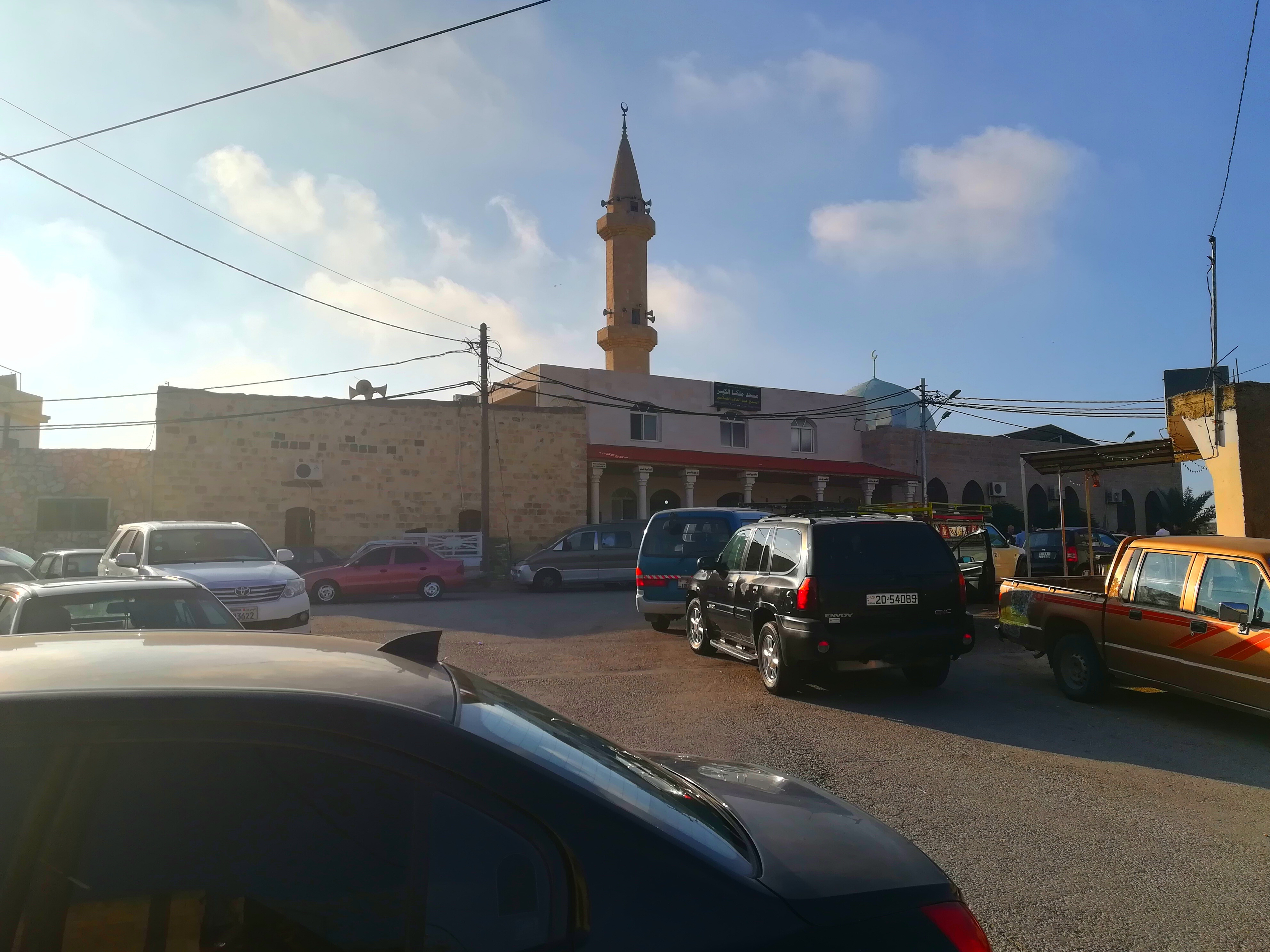
مسجد ملكا الكبير.

يوجد في ملكا إثنا عشر مسجداً ومسجد قديم يقع في الجهة الشرقية من البلدة، تم بناؤه إبان الحكم العثماني والمسمى باسم مسجد عبد القادر الجيلاني. يمثل مسجد ملكا الكبير (مسجد عبد القادر) نمطاً معمارياً متميزاً، بناه إسماعيل القوطي الذي قدم من صفد. أما الثمانية مساجد المتبقية، فهم: مسجد الإمام أحمد بن حنبل (المسجد الغربي)، ومسجد رحماء بينهم، ومسجد اليرموك (مسجد مثلث ملكا)، ومسجد دار الرحمة، ومسجد انس بن مالك (حي المظلومه) ومسجد (القبو )ومسجد بلد الشيخ، ومسجد المنصورة الكبير، ومسجد دار الباشا، ومسجد سيفين ومسجد (الحجاج) ومسجد المنصورة الجديد قيد الانشاء ويعد من أكبر مساجد محافظة إربد.

## التاريخ

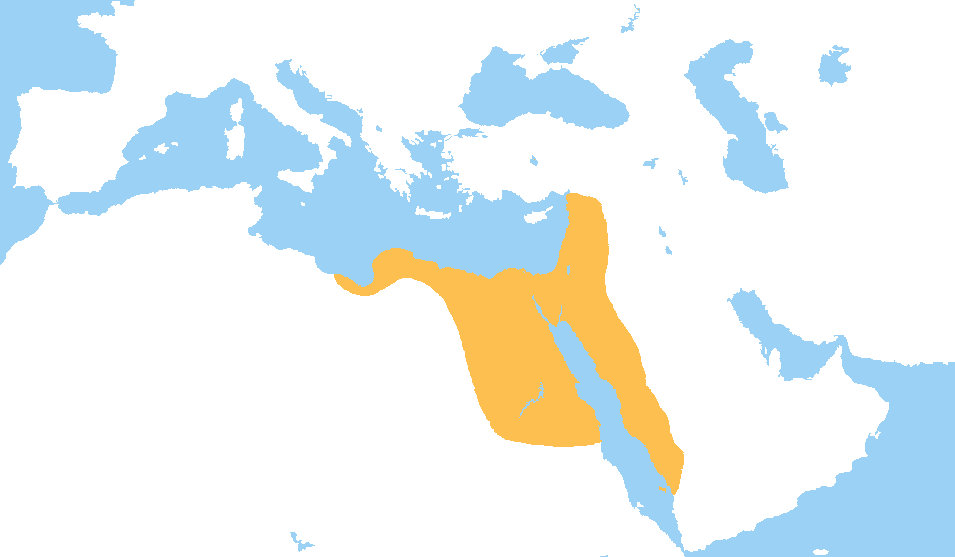
الدولة المملوكيَّة في أقصى اتساعها حوالي سنة 1279.

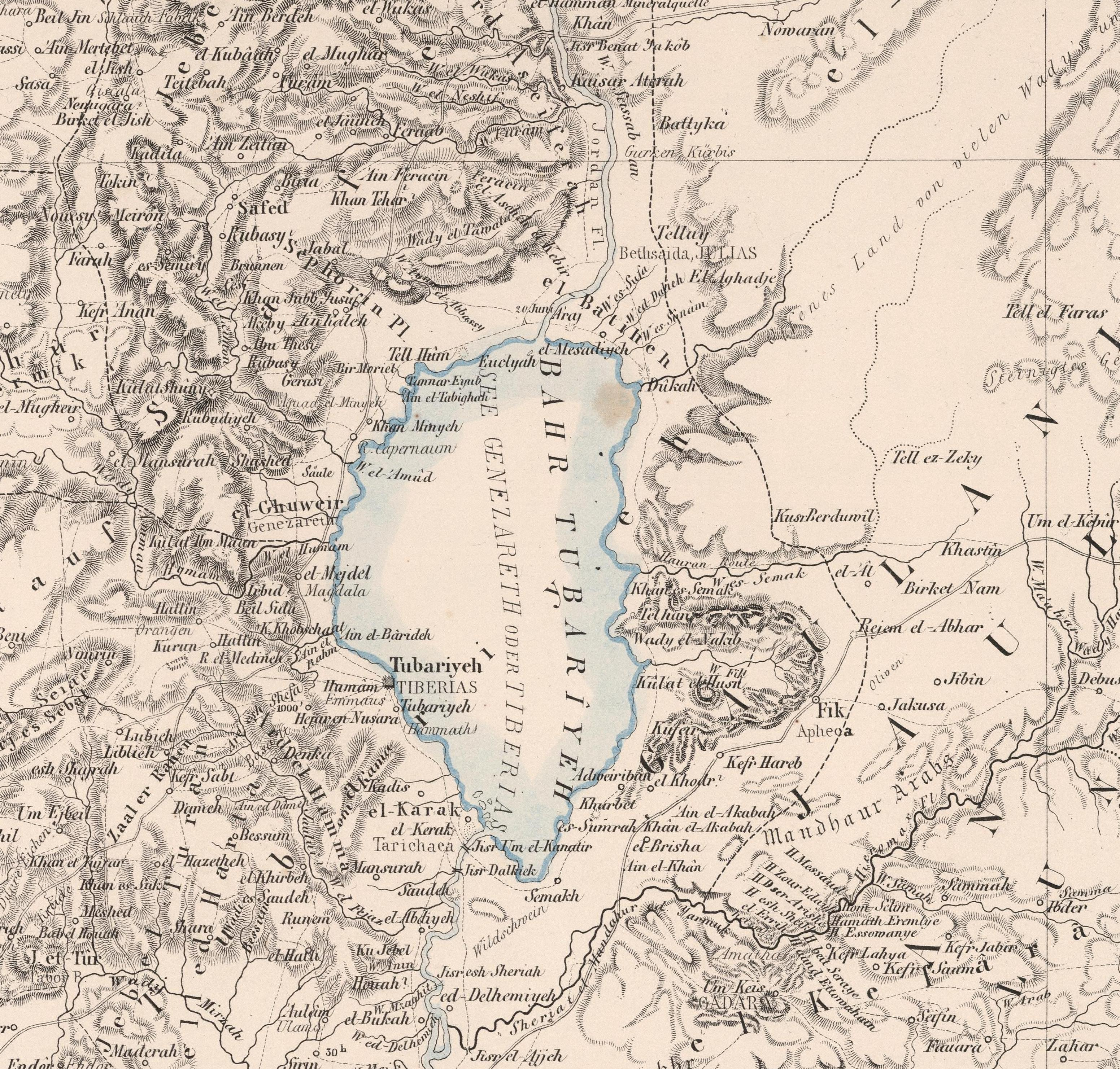
رسمة أطلس لفلسطين وبحيرة طبريا تعود لعام 1850 للرسامين الألمانيين يوليوس لودفيج جريم وهاينريش ماهلمان. يظهر في الرسمة اسم منطقة (سرايا الباشا) ويقصد بها حي دار الباشا في ملكا، وتظهر القرى المجاورة لملكا، مثل: أم قيس، وسحم وكفر سوم.

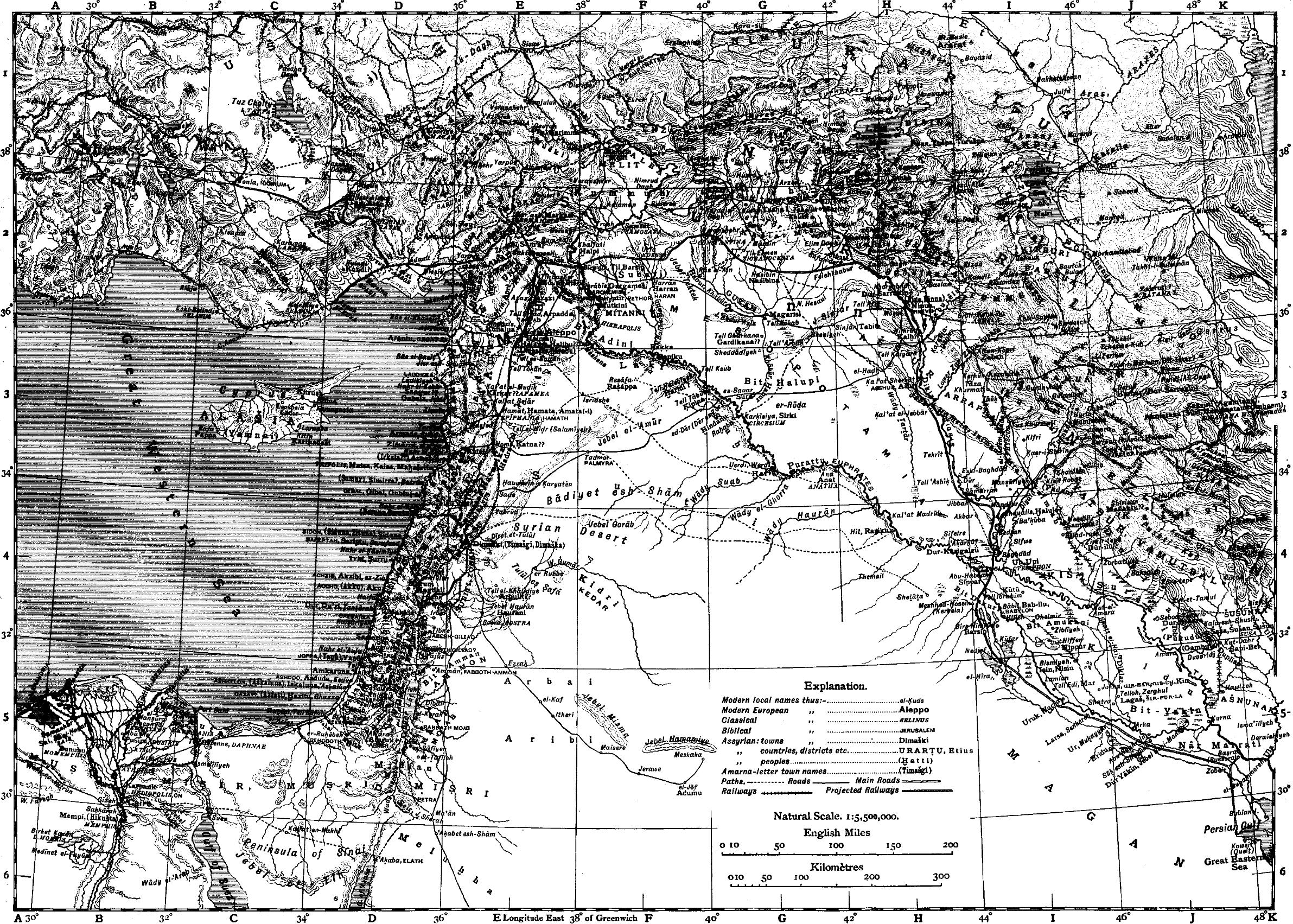
رسم توضيحي من الموسوعة الكتابية، منشورة عام 1903. خريطة بالتفصيل لشمال الأردن وبادية الشام (وبلاد ما بين النهرين، بابل، وآشور).

لقد كانت ملكا مكاناً ومقراً مهماً في الحضارات المختلفة كالرومانية، والمملوكية، والإسلامية وعهد العثمانيين. تمتعت المنطقة بالعديد من العادات والتقاليد والأهازيج الجميلة، فيعود التواجد البشري في البلدة منذ القدم، حيث تشير الآثار والكنوز وأراضي المُغُر في البلدة إلى هذا. وخلال هذه الفترة الطويلة، شهدت البلدة الكثير من الحضارات كانت أهمها الإمبراطورية الرومانية، وبعد ذلك احتل المدينة البيزنطيون. دخلت البلدة في تاريخ دولة الخِلافةُ الرَّاشدة بعدما انتصر المسلمون على الغساسنة أثناء الفتح الإسلامي للشام (معركة اليرموك) أي في عام 15 هـ / 636م، كانت البلدة ممراً للجيوش الإسلامية، إذ تجمعت الجيوش الإسلامية في القرية ومنها أكملوا إلى المعركة. أقام أهل البلدة في أيار / مايو 1987 صرحاً تذكارياً لشهداء معركة اليرموك  بتصميم وتنفيذ هشام عيسى الملكاوي ووضع عند مدخلها أثيم هذا الصرح على قاعدة من الرخام الأبيض نُقِش فيه قوله تعالى (انفِرُوا خِفَافًا وَثِقَالًا) من سورة التوبة ﴿انْفِرُوا خِفَافًا وَثِقَالًا وَجَاهِدُوا بِأَمْوَالِكُمْ وَأَنْفُسِكُمْ فِي سَبِيلِ اللَّهِ ذَلِكُمْ خَيْرٌ لَكُمْ إِنْ كُنْتُمْ تَعْلَمُونَ ۝٤١﴾ [التوبة:41]. وبعد الفتح الإسلامي لبلاد الشام استمر التواجد البشري فيها حتى وصلت البلدة أوج ازدهارها في العصر المملوكي أي ما بين القرن الثالث عشر إلى القرن السادس عشر، حيث برزت عدة أسماء مهمة وعلماء وسياسيين من القرية أثروا في حكم الدولة المملوكية وكان من أبرزهم الشيخ أحمد بن راشد بن طرخان الملكاوي وعائلته. كانت ملكا والقُرى المجاورة في القرن التاسع ولعدة عدة قرون من ضمن منطقة حوران وكانت معروفة باسم (حوران سنجاغي).

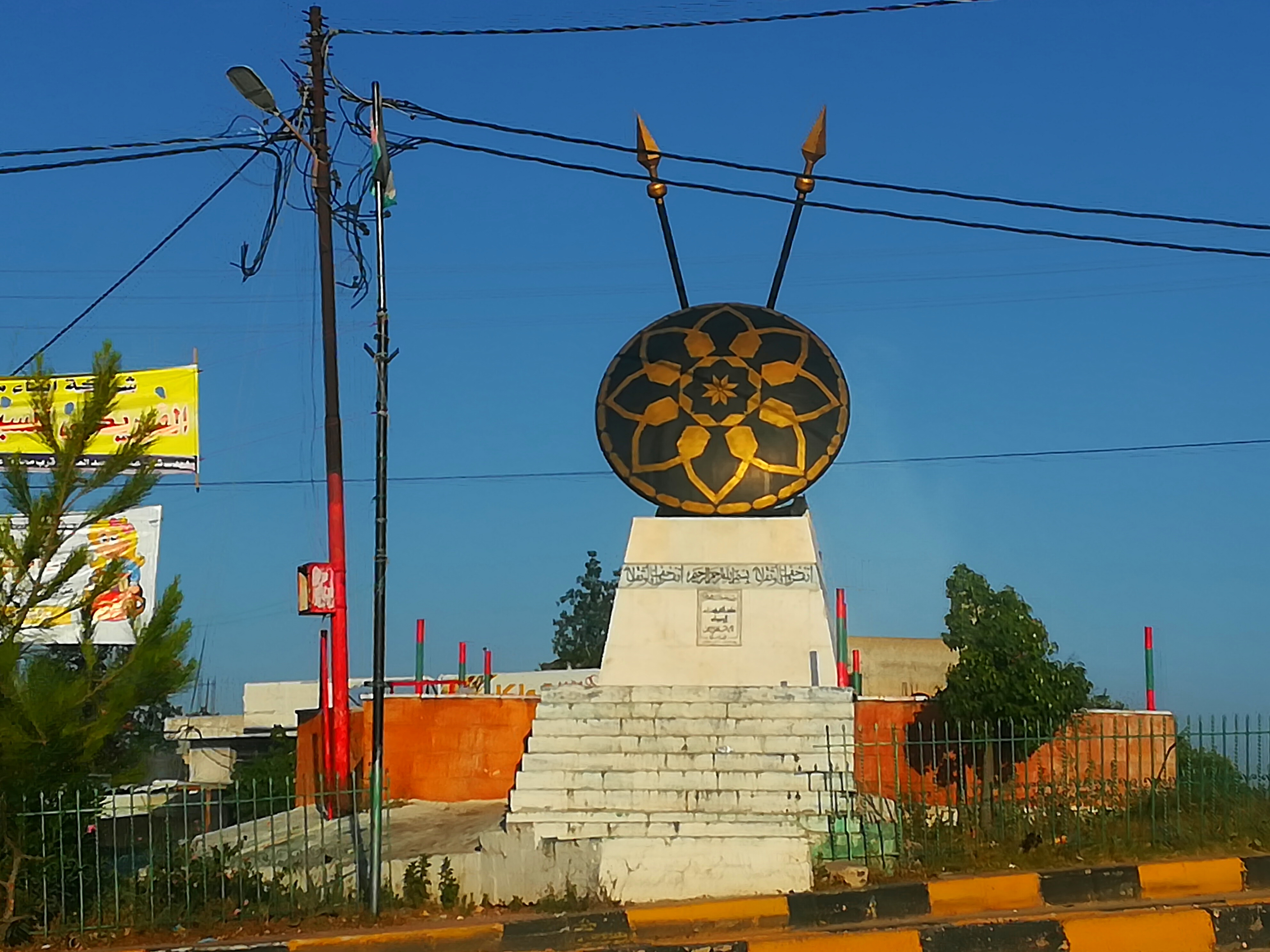
صورة الصرح التذكاري لشهداء معركة اليرموك عند مدخل مركز البلدة.

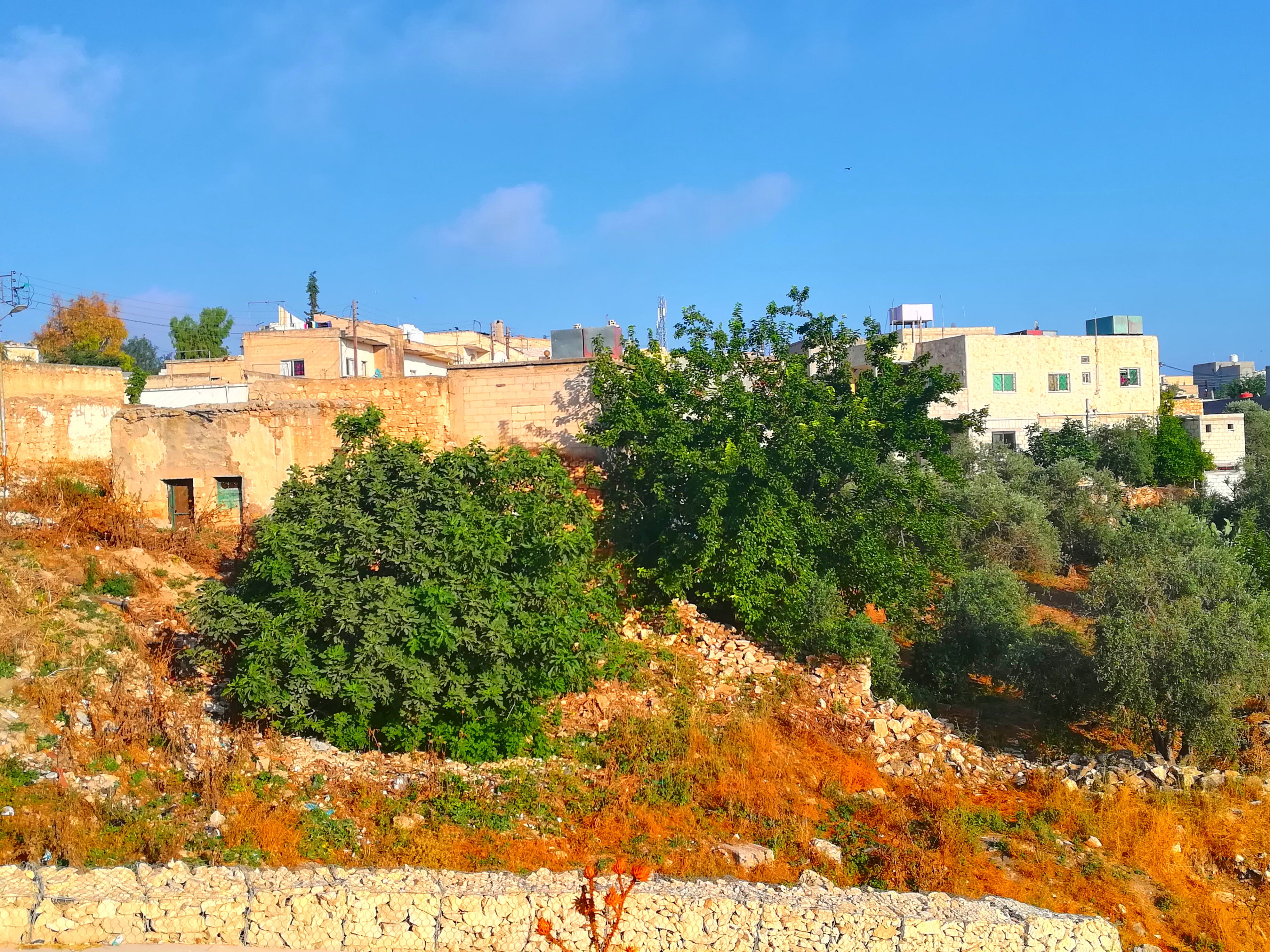
المنازل القديمة في القرية.

تنوعت المباني في ملكا بين مساجد وبيوت ومضافات وكلها بنيت من الطين والحجر الأسود. كانت البيوت قديماً تبنى من الطين وفي بعض الأحيان كانت سقوف هذه البيوت تبنى من القصب لكي يحفظ الحرارة في الشتاء والبرودة في الصيف. وكان يتم بناء هذه البيوت في نظام بسيط بحيت تقام الغرف في ساحة يتوسطها بئر ماء وبسبب الظروف الاقتصادية الصعبة كانت العائلة الواحدة تعيش في غرفة واحدة صغيرة مع المواشي والتبن وكان هذا النوع من البيوت يبني من الطين والحجارة وخشب البلان مع حبيبات التراب الدقيقة بالإضافة إلى فرن الطابون والذي كان يبنى من الطين، أما الطاقة الذي كان يستخدم لإشعال الفرن فهو عبارة عن زبل خاص كان يوضع في الفرن لزيادة شعلة النار المستخدمة. تمتعت ملكا بالنمط العمراني الفاخر، إذ ذكر الرحالة الألماني غوتليب شوماخر بيوت قرية ملكا بأنها «مبنية من الحجر بمهارة وعناية، ولونها أبيض تشابه بيوت الدروز في جبل الكرمل». كانت البلدة في القرون الماضية وحتى القرن التاسع عشر من ضمن ناحية السرو في الشمال وهي ممتدة من نهر اليرموك شمالاً إلى وادي العرب جنوباً، كان يطلق عليها في القرون الماضية ناحية ملكا ومركزها قرية ملكا. في العهد الوطني وبعد تأسيس المملكة الأردنية أصبح يطلق على المنطقة ناحية لواء بني كنانة ومركزها سما الروسان. في 17 أيار / مايو 1970 تعرضت القرية للقصف المدفعي من القوات الإسرائيلية خلال عدوانها على جنوب لبنان.
عُرِفَت ملكا بالقرن التاسع عشر والعشرين بوجود عدد جيد من الأشخاص الذين قاموا بالطب العربي. بدأ أهل ملكا من بداية عهد الإمارة بالهجرة والانتقال إلى المدن الكبرى لغايات التعليم والحصول على الشهادات والارتقاء والحصول على المراكز المهمة في البلد.

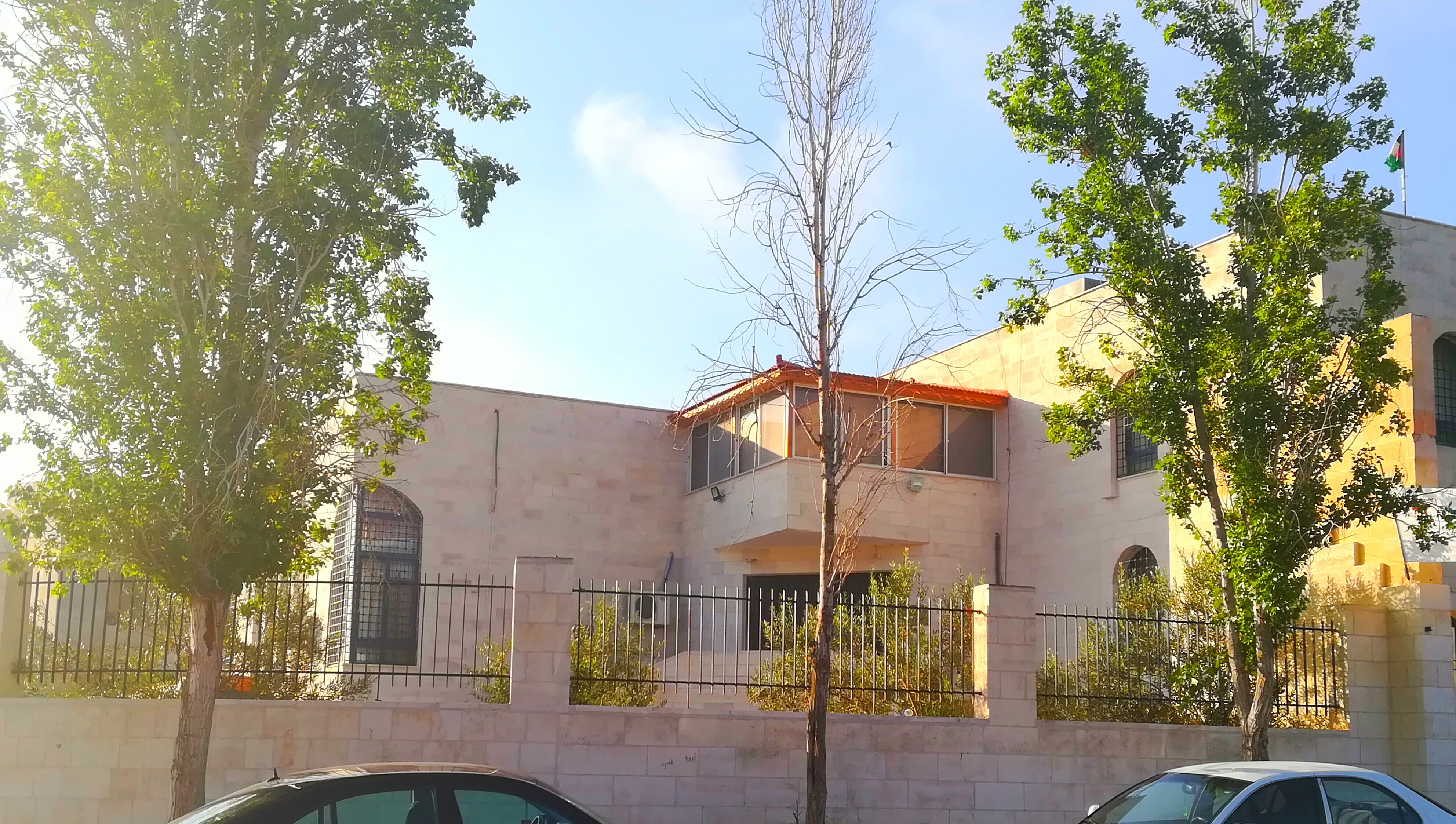
جمعية تنمية ملكا التطوعية.

تأسست جمعية ملكا الخيرية عام 1970 وهي تعنى برعاية الأشخاص المعوقين سمعياً وتقدم المساعدات لهم. وفي 5 كانون الثاني / يناير 1991 تأسست جمعية تنمية ملكا التطوعية من مجموعة متميزة من أبناء ملكا كمشاركة منهم في خدمة المجتمع المحلي واستكمل البناء عام 1997. تتكون الجمعية من مبنى ذو ثلاثة طوابق بمساحة 1,250 متر مربعاً وهي موزعة على النحو التالي: غرف صفية، وقاعات كمبيوتر، وقاعة ندوات ومحاضرات، وقاعة اجتماعات كبيرة، ومكتبة أطفال، وروضة أطفال. كما تم إنشاء جمعية نشامى ملكا في عام 2011، وهي جمعية تعنى بمرضى الفشل الكلوي والأيتام، وتم إنشاء فرع لها في مدينة الزرقاء. وفي حزيران / يونيو 2000، تم إنشاء مركز الأميرة بسمة في منطقة المنصورة التابعة لملكا، يعد المركز أحد مراكز الصندوق الأردني الهاشمي للتنمية البشرية والذي يقدم خدمات التنمية البشرية في لواء بني كنانة. ولزيادة الوعي الثقافي في البلدة، أُنْشِئَ منتدى ملكا الثقافي في 7 نيسان / أبريل 2011.

### شهداء الجيش الأردني
قدمت البلدة مجموعة من أبنائها للجيش العربي، كانوا شهداء على ميدان الشرف والواجب الميداني والعسكري، منهم:
| الشهيد/ منصور قويدر محمد اللطايفة الملكاوي / 51432  | الكتيبة الخامسة                            | 19 أيلول / سبتمبر 1948 (حرب 1948)                             |
| الشهيد/ سليمان محمد سليمان اليعاقبة الملكاوي / 5437 | شرطة إربد/ مديرية الأمن العام              | 6 كانون الأول / ديسمبر 1970                                   |
| الشهيد/ شبيب محمد خلف الرحايمة الملكاوي / 117261    | كتيبة الدبابات/ 4                          | 19 تشرين الأول / أكتوبر 1973 (حرب أكتوبر)                     |
| الشهيد الطيار/ موفق حمزة هاشم الملكاوي / 239299     | سرية العمليات الجوية                       | 25 يوليو 2000                                                 |
| الشهيد/ منذر احمد رومي الملكاوي / 82329             | مديرية الأمن العام                         | 5 أيلول / سبتمبر 2003                                         |
| الشهيد/ كمال أحمد محمد اليحيى الملكاوي /            | مركز تدريب شرطة الموقر/ مديرية الأمن العام | 9 تشرين الثاني / نوفمبر 2015 (حادثة إطلاق النار في عمان 2015) |

## التراث

### الأزياء
اتخذت النساء من الثوب أو «الشرش» باللهجة العامية لباساً لهن وفي العادة يكون هذا الثوب دون تطريز، يلبس عليه الشنبر وهو قطعة من القماش سوداء اللون تلف بالدرجة الأولى حول الرقبة. أما بالنسبة لغطاء الرأس للنساء فهو الحطة الشامية أو الحطة العادية، كانت أحياناً النساء يستخدمن المناديل لتغطية الرأس في أثناء العمل. أما بالنسبة للرجال ففي الصيف كان اللباس الرسمي السروال والمزنوك وهو عبارة عن قطعة قماش أشبه بالدشداش أحياناً يلبس فوقه جاكيت أو عباءة، أما في الشتاء فيتم لبس الفروة.

### الأهازيج

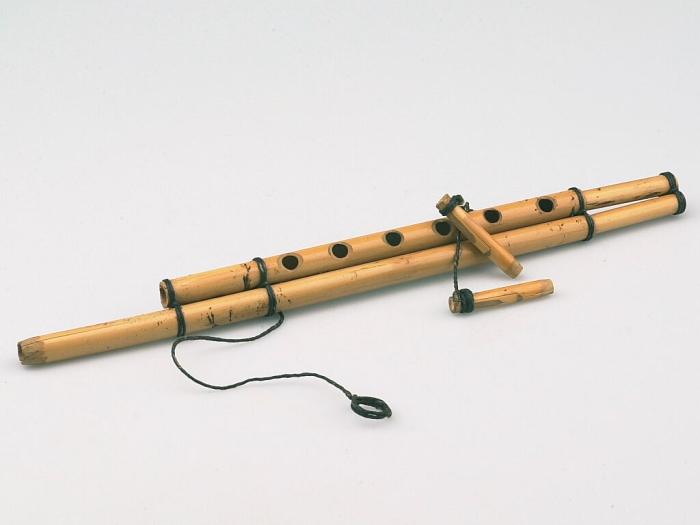
اليرغول، إحدى أشهر الآلات الموسيقية المستخدمة في حفلات البلدة.

مع تنوع المناسبات تنوعت الأهازيج والأغاني الشعبية، كان رجال البلدة في ليلة الحنا أو ما يقال التعليلة وهي آخر ليلة في العزوبية عند الرجل يقومون بالدبكة على أنغام المجوز واليرغول، فيأتي شباب ويصدحون بأبيات العتابا والمواويل في الحقول والأراضي الواسعة. ويأتي النافخون بالمجوز أو المنجنيرة وهي الآلة الموسيقية الثانية بعد الطبلة في الأهمية. تبدأ الدبكة حركتها بالرجل اليسرى وتنتهي أيضا باليسرى وتمتاز بإيقاعها السريع وتدبك على أنغام المجوز وبشكل أقل على أنغام اليرغول. كانت النساء يرددن:«لبس يا محمد مالك زعلان خطبنا لك هالمزيونة عود الريحان» و«رحبي بضيوف أبوك يا عروس يا أم الاسوارة يا هلا بضيوف أبوي لو كانو بنات الحارة» تجد أن هذه المناسبة هي خطبة العريس والعروسه أو التلبيسه، وفي ليلة حنا العريس كانت النساء يرددن:«مد أيدك حنيها يا محمد مد أيدك حنيا يالالا، وأمك لا تجافيها يا محمد وأمك لا تجافيها يالالا» و«حنيت أديا ولا حنيت اصابيعي يا محلا النومة بيت حضين مرابيعي» و«حن يا حنا يا ورق الليمون حنوك أولاد عمك يا محمد يا مزيون، وحنا يا حنا يا ورق التفاح حنوك أولاد خالك يا محمد يا فلاح» و«سبل عيونه ومد أيده يحنونه وش هالغزال الذي راحو يصيدونه». وفي زفة العريس:«تلولحي يا دالية، يا أم الغصون العالية، تلولحي عرضين وطول، تلولحي ما أقدر أطول» و«شطبنا اسم العريس من دفتر العزوبي»)، أما عند إحضار العروس من بيتها تسمع النساء يمدحن أهلها ويشكرنهم على كرمهم، قائلات:«كثر الله خيركو ويخلف عليكم وكثر الله خيركو، ويا ريتك مباركه علينا علينا وتبشري بالصبي يلعب حولينا وياريتك مباركه». وعند إخراج الغداء (دائماً تكون المناسف)، يُقال:«صبوا الإقرى يالي معلم الاقرى صبوا الاقرى ومشو بشي ومنادي» أما الأغنية الأساسية لهذه المناسبة:«يا أبو رشيدة قلبنا اليوم مجروح، جرح غميق وبالحشا مستظلي، جابو الخطيب ومددوني على اللوح...». في المناسبات المختلفة وفي الحصاد تسمع الناس يرددون «يا منجلة يا من جلاك، ويا زرعنا يا زرعنا ويا منجلة يا منجلة» ويسمى هذا النوع من الأهازيج الهيجنة.

### الأدوات الزراعية
اعتمدوا أهل البلدة بالدرجة الأولى على الزراعة ولهذا كان من الضروري استخدام الأدوات التي تساعدهم في هذه المهمة، ومن الأدوات الزراعية المستخدمة ما يلي:
- عود الحراث / المحراث: وهو عبارة عن قطعة خشبية كبيرة تربط نهايته بالدابة بواسطة حبل ويكون عادة مصنوع من خشب البلوط.[35]
- مدراس / لوح دراس / دراسة: لوح خشبي كبير مصنوع من الخشب القوي يحتوي فتحات يتم وضع الحجارة فيها، والهدف من ذلك طحن الحبوب إلا أن الوجه الواحد لا يكفي لطحن الحبوب فيتم إعادة وضع الحبوب في لوح الدراس لتنعيمها.[36]
- الشاعوب / المذراة: وهو أشبه بالشوكة يصنع من الخشب يتم من خلاله تجميع المحاصيل.[37]
- الغربال: وهو أداة دائرية كبيرة تحتوي فتحات صغيرة ويتم من خلاله تنقية الطحين الناعم من الغبار والشوائب.
- المقطف: أداة تستخدم لتنقية القمح من الشوائب.
- الكربال: وهي أداة شبيهة بالغربال ولكن تحتوي على فتحات أكبر من فتحات الغربال.
- المناكيش: وهي أحجام تستخدم لقلب التربة وتغيير هواؤها.
- المنجل: أداة حادة على شكل مقوس تنتهي بممسك خشبي يستخدم لحصد القمح.
- الفاروعة: أداة تستخدم لتقطيع الخشب.

### الأكلات الشعبية في ملكا
من الأكلات الشعبية في البلدة:
- المنسف.
- المكمورة.
- المقلوبة.
- الكباب.
- زرب.
- شيشبرك (آذان الشايب).
- المطابق.
- المفتول.
- الفريكة (الدفين).
- الكعاكيل وتعتبر من الأكلات الشعبية المحبوبة وتلفظ تشعاشيل.
- شوربة عدس.
- حويرنة باللبن.
- قلاية البندورة.

## التعليم والصحة

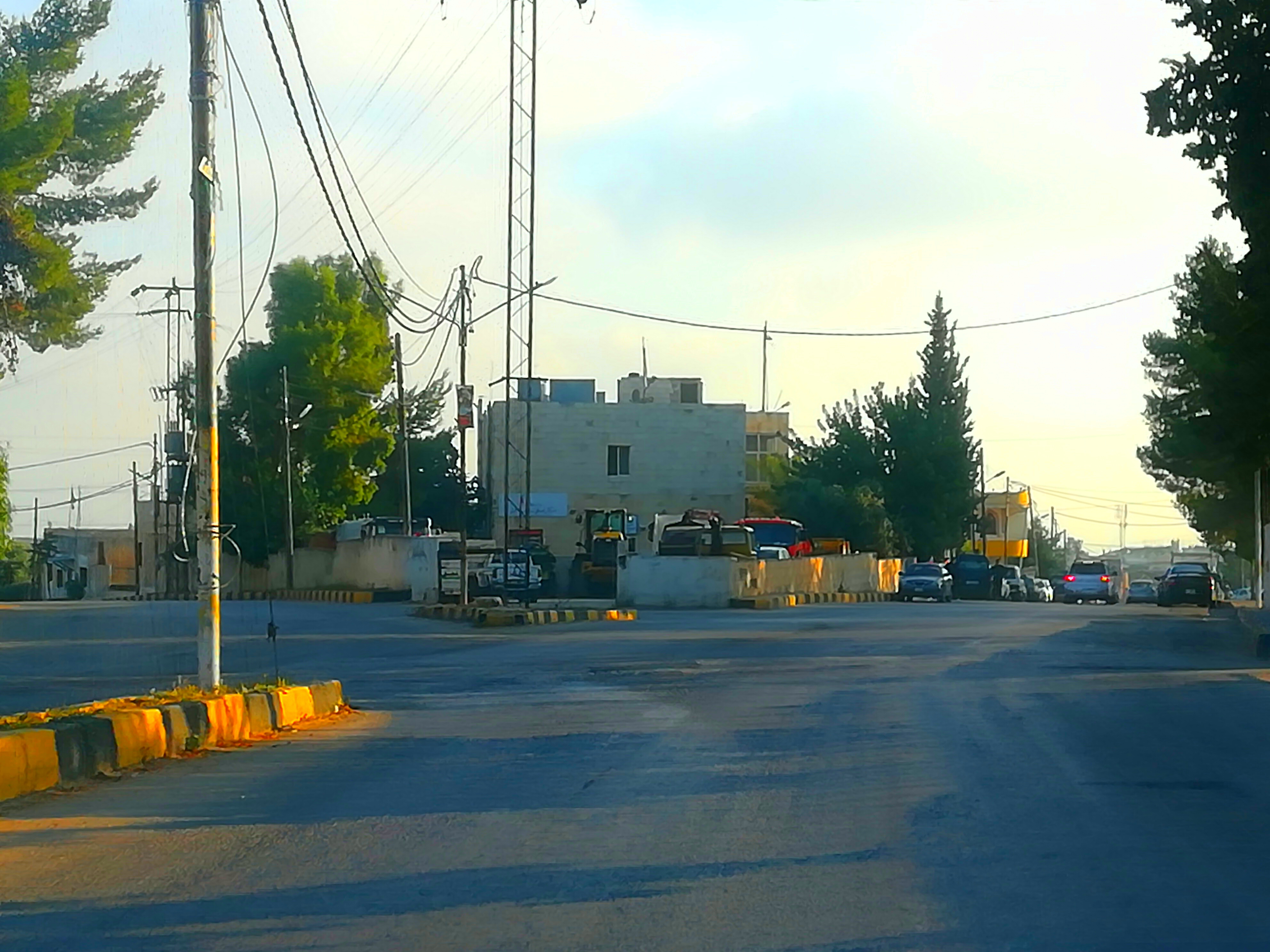
مركز صحي ملكا الشامل.

أول مدرسة أُنشِئَت في قرية ملكا كانت عام 1918، لكنها تهالكت مع الزمن. أُقيمت المدرسة القديمة بجوار المسجد القديم في الجهة الجنوبية من القرية وتم بناؤها من الطين والحجارة على يدي. يوجد في ملكا حالياً ستة مدارس رئيسية لجميع المراحل، وهم: مدرسة ملكا الثانوية الشاملة للبنين تأسست عام 1932، ومدرسة ملكا الثانوية الشاملة للبنات تأسست عام 1950، ومدرسة ملكا الأساسية للذكور تأسست عام 1985، ومدرسة فاطمة الزهراء الأساسية للبنات تأسست عام 1971، ومدرسة ملكا الأساسية للبنات، ومدرسة أبو عبيده عامر بن الجراح الأساسية للبنين تأسست عام 1974.
تأسس في عام 1978 مركز صحي ليقوم على خدمة أهالي البلدة. يوجد به طبيب عام وطبيب أسنان وصيدلية وقسم إسعاف وقسم للأمومة والطفولة.

## الاقتصاد
اعتمد أهل البلدة على الزراعة، وقد كان جل اهتمامهم بزراعة القمح حيث كانوا يعتمدون على القمح بوصفه عنصر رئيسي في المائدة الملكاوية، واعتمدوا كذلك على الزيتون مثلهم مثل باقي المناطق إذ كان مصدراً للزيت والجفت ويتم استخدام زيت الزيتون كذلك في صناعة الصابون. ومن جهة أخرى أعتمد أهل ملكا على تربية النحل حيث كانت تربية النحل موجودة منذ عهد الدولة العثمانية وما زالت تربية النحل شغل أهل ملكا الشاغل، والمعروف إن العسل البلدي الذي ينتجه أهل ملكا يعتبر من أجود أنواع العسل. كان يُربى النحل قديماً بخلايا طينية أو خلايا من القصيب، لكن في عام 1973 تم إدخال 60 خلية من نوع الخلايا الحديثة إلى ملكا، وتم نقل العديد من الخلايا من قديمة إلى حديثة وازداد عدد الخلايا حتى وصل عددها إلى ما يقارب 3,500 خلية نحل في تلك الفترة.

## النقل والمواصلات
لا يمكن الوصول إلى بلدة ملكا إلا عبر النقل البري. يوجد عدة مواصلات توصل إلى البلدة من إربد وعمان، ويمكن الوصول للبلدة من إربد بطريقتين:
- من مجمع الشمال في إربد يوجد عدة باصات توصل إلى قرى شمال إربد، ويمكن الوصول إلى ملكا منهم.[40] خط الطريق يبدأ من إربد على طول خط شارع 35 وعند الوصول إلى نهاية منطقة بيت راس يتم الخروج عن شارع 35 والإتجاه غرباً، مروراً بقرى حريما وسما الروسان وحاتم وإبدر ووصولاً لملكا.
- الطريق الثاني هي عبر الأغوار الشمالية، حيث عند نقطة التقاء طريق 10 وطريق 65 (تقاطع الشونة الشمالية) يتم الإتجاه شمالاً مروراً بالمشارقة والعدسية والمخيبة التحتا وأم قيس ووصولاً لملكا.

## السكان
حسب إحصائيات عام 2015، بلغ عدد سكان البلدة 11٬706 بعدد 2,437 أسرة وما مجموعه 5,944 من الذكور و5،762 إناث.

### الديوان في ملكا
اجتمع أهل ملكا قديماً على بناء مضافة من الطين والحجارة وبسقف من أربعة قناطر وقصب، تم بنائها في الجزء الشرقي من البلدة القديمة واستخدمت هذه المضافة في إقامة الشعائر الدينية وكان لها دور في توحيد كلمة أهل البلدة حيث كان يلتقي فيها وجهاء البلدة لحل المشكلات واستقبال الضيوف من العشائر الأخرى.

## شخصيات من البلدة
- عبد الرحمن بن موسى بن راشد الملكاوي، حفظ القرآن واشتغل بالفقه وتوفي سنة 801 هـ/ 1398 م.[41]
- أحمد بن راشد بن طرخان الملكاوي، دَرَسَ في دمشق وتفقه فيها واشتغل في الفقه والحديث والنحو والأصول، درّس في المدرسة الدماغية والشامية والجوانية، قال شمس الدين السخاوي:«ليس بدمشق من أخذ العلم على وجهه غيره».[42] ذكره ابن ناصر الدين في كتابه كتاب الرد الوافر على من زعم أن من سمى ابن تيمية شيخ الإسلام كافر.[43][44] توفي سنة 803 هـ/1400 م.[45]
- إبراهيم بن محمد بن راشد الملكاوي، رحل إلى دمشق وعُرِف هناك بعلم القراءات، كان يشتغل بالجامع الأموي. توفي سنة 804 هـ/ 1401 م.[46][47][48]
- يوسف بن أحمد الجمال الملكاوي، أحد أبرز شيوخ الشمال، كان يميل إلى مذهب الحنابلة، درّس وخطب في دمشق، توفي سنة 805 هـ/1402 م.[49]
- علي بن عبد الرحمن بن أبي الفتح الملكاوي، مواليد 764 هـ أي بين سنتي 1362 و1363. أحد أهم شيوخ القرية في العصر المملوكي، كان يتولى أمور الخطبة والإمامة في جامع القرية وتعليم أبناء القرية بالقراءة والكتابة. أشار له الشيخ تاج الدين السبكي في كتابه «معيد النعم ومبيد النقم» وابن قاضي شهبة في كتابه «الاعلام بتاريخ أهل الإسلام».[50][51]
- عيسى الأحمد الملكاوي، خطيب إربد في القرن التاسع عشر كان يعلم القراءة والكتابة ويحفظ القرآن الكريم للصغار.[52][53] وهو أول من أنشأ الكتاتيب التعليمية في إربد في مكتبه عام 1872،[54] تتلمذ على يده شاعر الأردن مصطفى وهبي التل.[55][56][57]

الشاعر عز الدين عبد القادر عيسى الملكاوي.

- عز الدين عبد القادر الملكاوي، (1911 - 1987) شاعر ومعلم، نال وسام التربية من الدرجة الأولى من الملك الحسين بن طلال.[58]
- كامل حامد الملكاوي، (1927 - 1993) أول روائي أردني في العصر الحديث.[59][60][61][62]
- الفريق أول الطيار محمد يوسف الملكاوي، سياسي وعسكري، كان رئيساً للجيش العربي بين عامي 1999 - 2002.[63]

## معرض صور

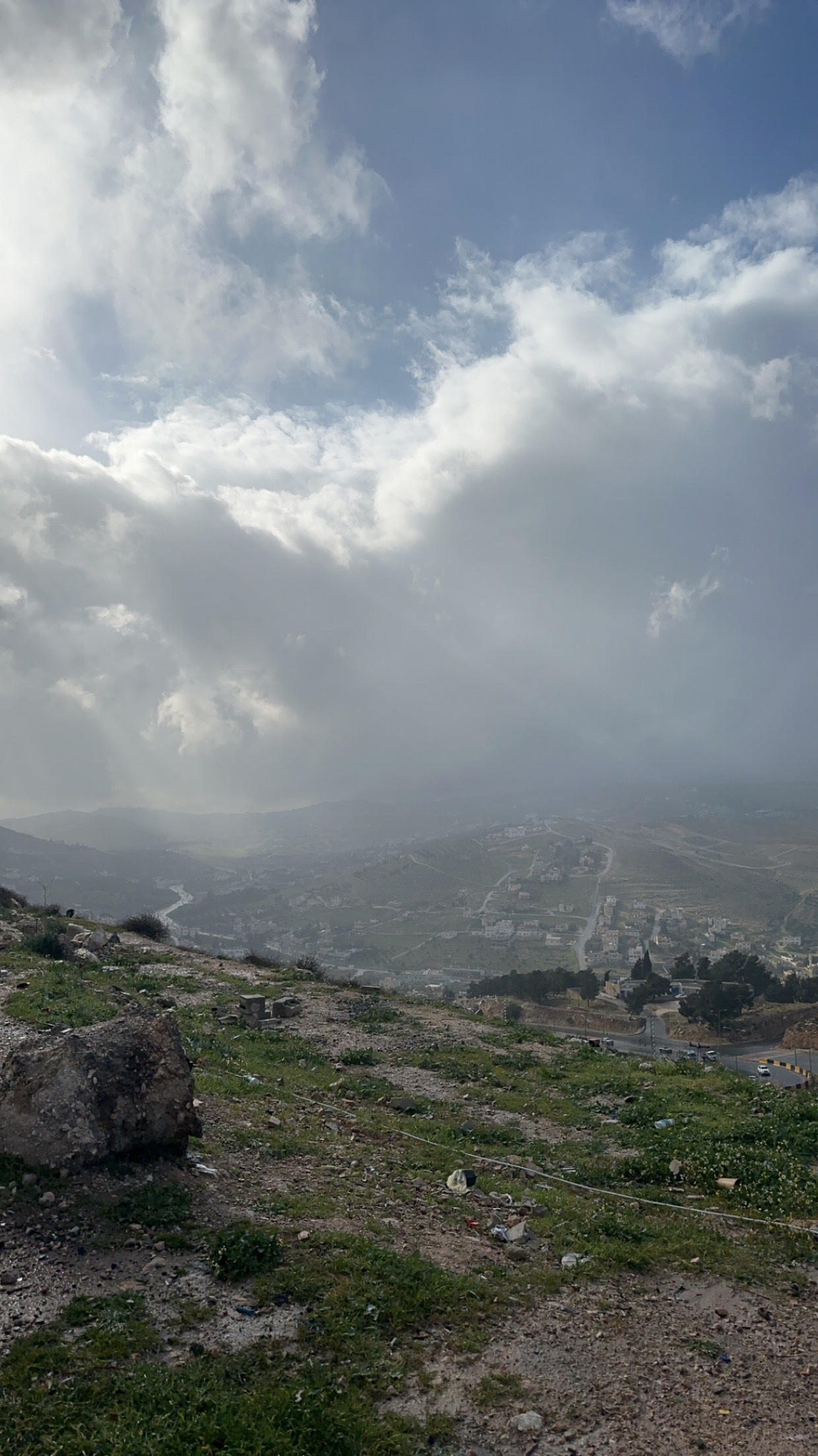
صورة لبلدة ملكا من منطقة سيفين
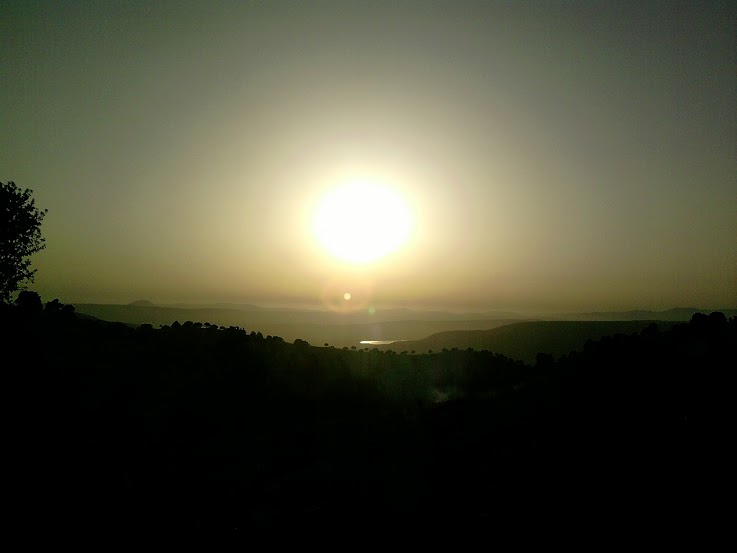
صورة لبحيرة طبريا من ملكا
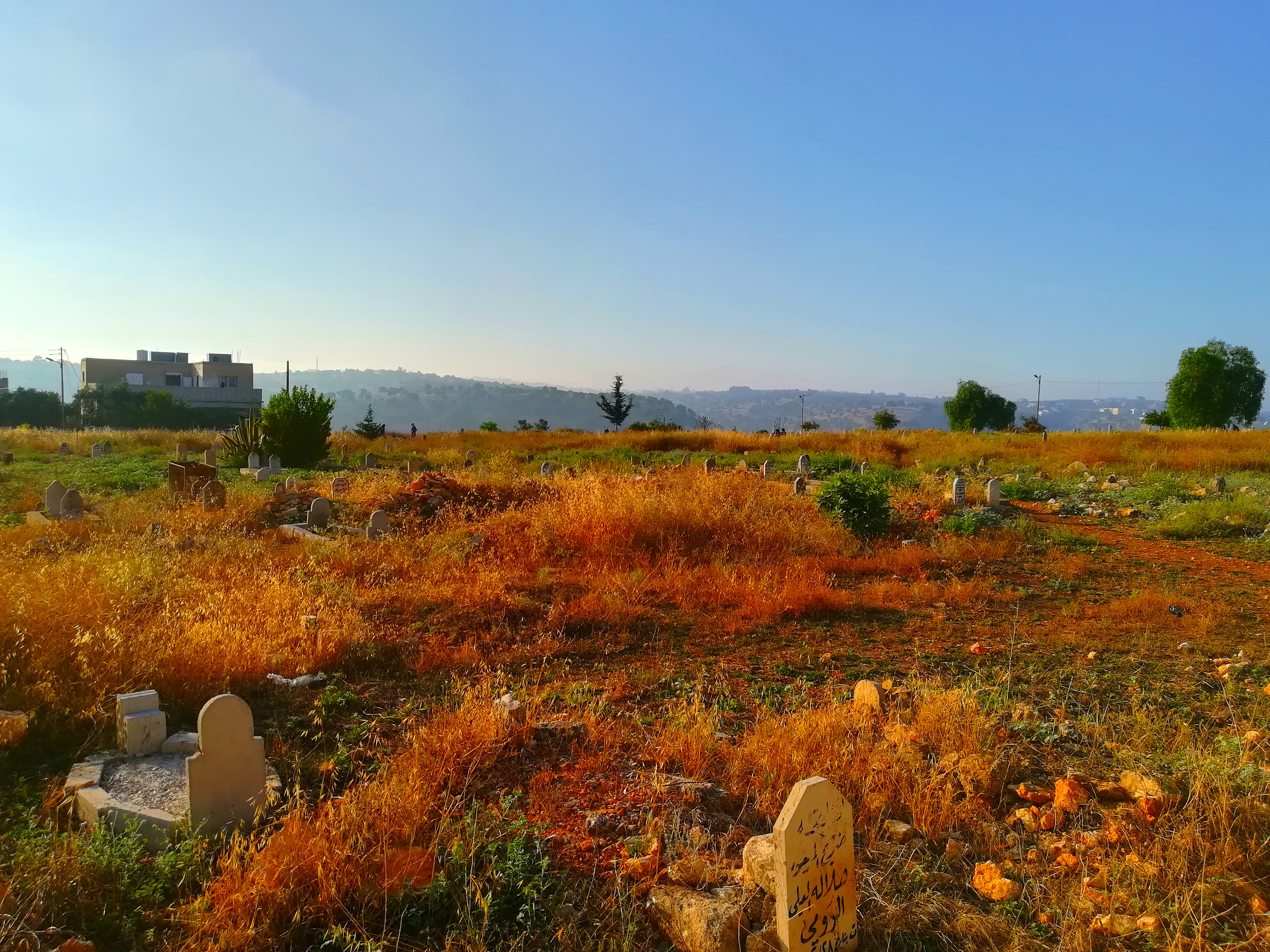
مقبرة ملكا والتي تم إنشاؤها في ثلاثينيات القرن العشرين
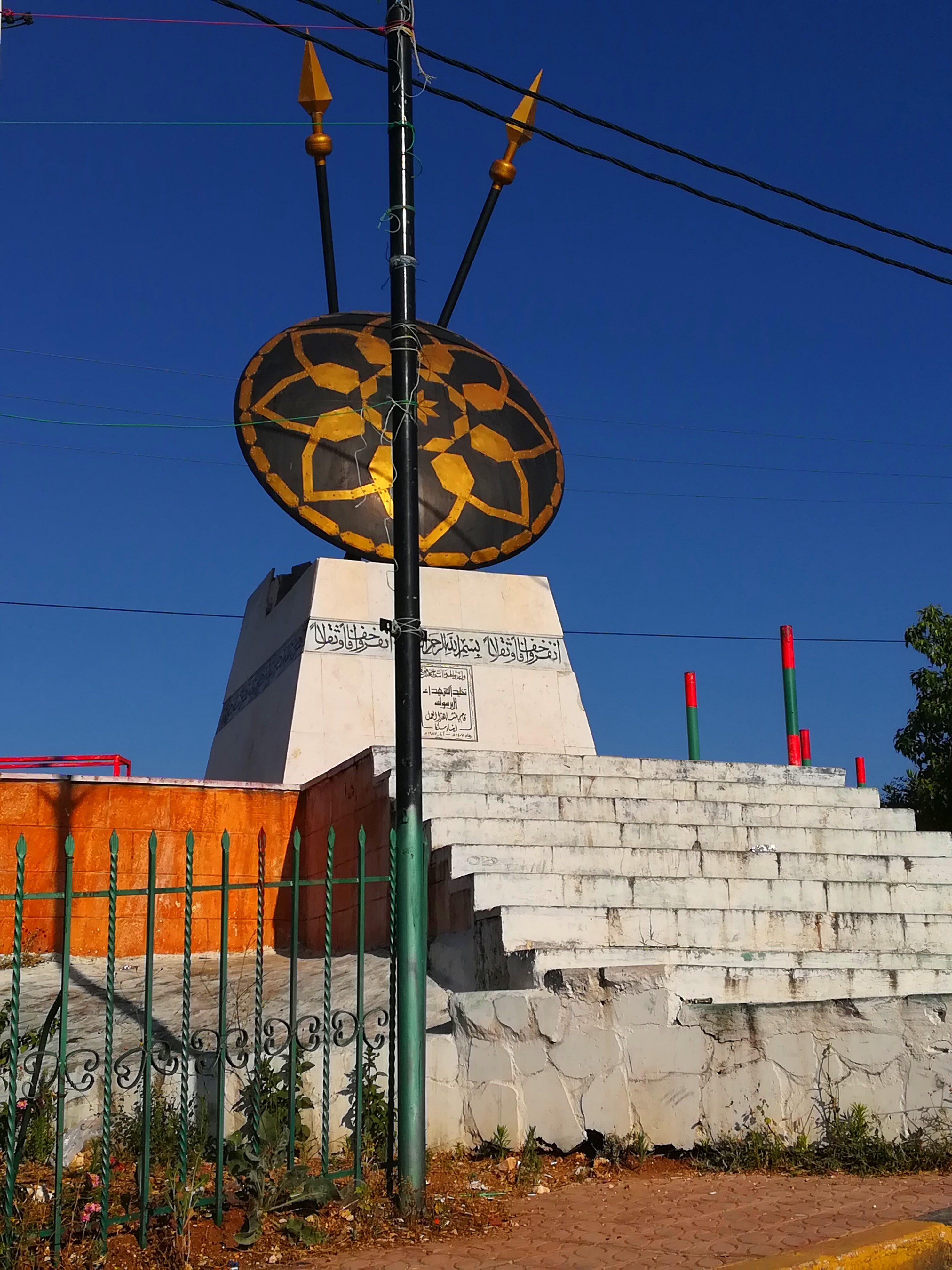
النصب التذكاري لشهداء معركة اليرموك

## وصلات خارجية
- برنامج ديرتنا - بلدة ملكا من قناة التلفزيون الأردني.
- بلدة ملكا، الأردن - برنامج حلوة يا دنيا من قناة رؤيا الفضائية.
- برنامج يسعد صباحك - صباح الوطن الجميل من ملكا والمنصورة من قناة التلفزيون الأردني.
- ملكا على خرائط جوجل.